# 耐寒性
耐寒性（たいかんせい）は、動物や植物、材料、さらに機械類や電池（バッテリー）に代表される化学反応などが、どれだけの低温に耐えうるか、またはどれだけの寒さの下でも作動するかを示す尺度。生物の場合は、飼育種または栽培種について使われることが多い。

## 生物一般
地球表面においては、生物の活動と生存にとって高すぎる温度である場所はあまりない。しかし低すぎる地域、あるいは冬にそうなる地域はかなり多い。従って、その温度を耐えて生き延びることができるかどうか、つまり耐寒性は往々にしてその生物の分布の限界を決める重要な要素である。たとえば日本における生物の分布では、北限はその生物の耐寒性に依存する例が多い。分布境界線の一つ、本州南岸線はハマユウを始め多くの南方系の生物の分布の北限に一致し、年間最低気温が-3.5℃の線にほぼ一致する。
また、熱帯系の生物では凍結が一つの大きな障壁であり、霜が降りるかどうかが大きな分布の境界となることもある。
熱帯域以外の生息域を持つ生物は、冬季に特殊な方や行動で対応するものが多く、たとえば冬眠はその例である。また、生活史の中の特定の段階で越冬を行うのが普通である。たとえば昆虫では成虫越冬とか幼虫越冬などの用語がある。
雪下野菜は自身が凍らないように糖度を上げ、耐寒性を向上させる事が知られている。

## 園芸
国土が北極圏のアラスカから亜熱帯のハワイまで広がるアメリカ合衆国では、ほとんどの園芸書には、ハーディネスゾーン（hardiness zone）という、11段階の色分け地図が書かれ、それぞれの植物にもその数字が記されている。最も寒さに強いゾーン1は-40℃まで耐えられるもので、ゾーン11になると、+4℃までしか耐えられない。
日本では、人口の大半が、首都圏・近畿圏および中京圏と、気候がそれに良く似た地域に住んでいるため、東京の冬の寒さを基準にして、露地で十分に越冬できるものを耐寒性、霜よけや暖房のある室内に取り込まないと越冬できないものを半耐寒性、本格的な温室がないと、越冬できないものを非耐寒性と呼んでいる。

## 材料の耐寒性

### 合成樹脂
成型材料としてのプラスチックは、一般にガラス遷移点以下の温度では耐衝撃性が低下して脆化する傾向にある。また、ガラス遷移点は合成樹脂の種類によっても異なる。
プラスチックの耐寒性は、耐熱性評価と同様に、主に機械的変形（曲げ・たわみ）測定やアイゾット衝撃試験を常温下と低温下でそれぞれ測定して特性値の比較や保持率（％）で示す。これらは、ULの温度インデックス試験やJIS K7216（プラスチック脆化温度試験方法）で規定される。

## 参考資料
「合成樹脂」項
- 廣恵章利・本吉正信 『プラスチック物性入門』 日刊工業新聞社出版、1983年。ISBN 4-526-01573-3